# NGC 3583
NGC 3583 este o galaxie spirală situată în constelația Ursa Mare. A fost descoperită în 5 februarie 1788 de către William Herschel. Se află la o distanță de 31,6 de megaparseci de Pământ.